# سوسه
سوسه (به عربی: سوسة) شهری در استان سوسه کشور تونس است که جمعیت آن در سرشماری سال ۲۰۰۴ میلادی ۱۷۳٫۰۴۷ نفر بوده‌است.